# Drica Moraes

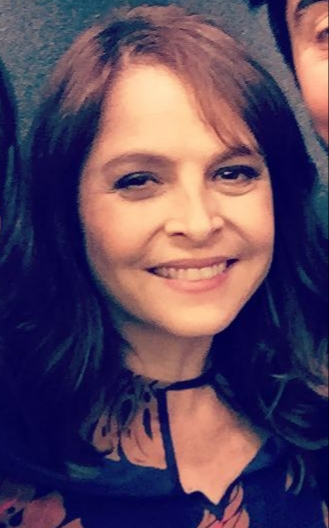
Drica Moraes (2019)

Adriana „Drica“ Moraes Rego Reis (anhörenⓘ * 29. Juli 1969 in Rio de Janeiro, Rio de Janeiro) ist eine brasilianische Schauspielerin.

## Leben
Moraes wurde am 29. Juli 1969 in Rio de Janeiro als Tochter der Restaurantinhaberin Clarissa Gaspar de Oliveira und des Architekten Gustavo Moraes Rego Reis geboren. Sie hat sechs Geschwister. Sie besuchte die Andrews School in Rio de Janeiro. Mit 13 Jahren spielte sie im Bühnenstück Os 12 Trabalhos de Hércules des Tablado Theaters mit. Ihre Liebe zum Theater ging so weit, dass sie gemeinsam mit Gleichgesinnten das Theater Companhia dos Atores gründete. Von 1994 bis 2003 war sie mit dem Filmregisseur Regis Faria (* 1969) verheiratet. 2003 heiratete sie Raul Schmidt. Die Ehe hielt bis 2008. Im März 2009 adoptierte sie einen Sohn.
Im Februar 2010 wurde bei Moraes akute myeloische Leukämie diagnostiziert. Sie begann umgehend mit einer Chemotherapie. Freunde und Verwandten organisierten daraufhin eine große Kampagne zur Blutspende. Im Juli 2010 wurde eine Knochenmarktransplantation durchgeführt. Für ein weiteres Jahr wurde sie intensivmedizinisch betreut.
Aufgrund einer Pharyngitis-Erkrankung verpasste sie mehrere Episoden der Fernsehserie Império im Jahr 2014. Da sich die Behandlung streckte, wurde ihre Rolle aus der Serie entfernt.

## Karriere
Seit den 1980er Jahren ist Moraes als Fernsehschauspielerin im brasilianischen Fernsehen präsent. Größere Serienrollen übernahm sie von 1990 bis 1991 in Lua Cheia de Amor, von 1996 bis 1998 in Xica da Silva, 1998 in Era Uma Vez..., von 2003 bis 2004 in Chocolate com Pimenta, 2005 in Alma Gêmea, 2014 in Império als Antagonistin Cora, 2015 in Verdades Secretas und 2016 in Justiça. Seit 2019 ist sie in der Fernsehserie Sob Pressão zu sehen. 2011 übernahm sie eine größere Rolle im Erotikdrama Bruna Surfergirl – Geschichte einer Sex-Bloggerin.

## Filmografie (Auswahl)
- 1988: Grupo Escolacho (Fernsehfilm)
- 1989: Top Model (Fernsehserie)
- 1990: Vaidade (Kurzfilm)
- 1990–1991: Lua Cheia de Amor (Fernsehserie, 190 Episoden)
- 1992: Manôushe
- 1994: Confissões de Adolescente (Fernsehserie, 2 Episoden)
- 1995: Quatro por Quatro (Fernsehserie, 8 Episoden)
- 1995: As Meninas
- 1995: O Mandarim
- 1996–1998: Xica da Silva (Fernsehserie, 230 Episoden)
- 1997: A Comédia da Vida Privada (Fernsehserie, Episode 3x05)
- 1998: Traição
- 1998: Era Uma Vez... (Fernsehserie, 161 Episoden)
- 1999–2000: Você Decide (Fernsehserie, 2 Episoden)
- 2000: Bossa Nova
- 2000: Garotas do Programa (Fernsehserie)
- 2000: O Cravo e a Rosa (Fernsehserie)
- 2001: Amores possíveis – Mögliche Lieben (Amores Possíveis)
- 2001–2003: Os Normais (Fernsehserie, 3 Episoden, verschiedene Rollen)
- 2002: Desejos de Mulher (Fernsehserie)
- 2002–2012: A Grande Família (Fernsehserie, 4 Episoden, verschiedene Rollen)
- 2003–2004: Chocolate com Pimenta (Fernsehserie, 379 Episoden)
- 2004: Onde Anda Você
- 2004: Os Aspones (Fernsehserie, 7 Episoden)
- 2005: Alma Gêmea (Fernsehserie, 251 Episoden)
- 2006: Pé na Jaca (Fernsehserie, 18 Episoden)
- 2008: Queridos Amigos (Fernsehserie, 24 Episoden)
- 2009: Decamerão, a Comédia do Sexo (Fernsehserie, 4 Episoden)
- 2009: Os Normais 2: A Noite Mais Maluca de Todas
- 2009: Norma (Fernsehserie, Episode 1x03)
- 2010: O Bem Amado
- 2011: Bruna Surfergirl – Geschichte einer Sex-Bloggerin (Bruna Surfistinha)
- 2012: Dercy de Verdade (Mini-Serie, 4 Episoden)
- 2012: Guerra dos Sexos (Fernsehserie, Episode 1x42)
- 2014: Getúlio
- 2014: Doce de Mãe (Fernsehserie, 14 Episoden)
- 2014: Império (Fernsehserie, 110 Episoden)
- 2015: Verdades Secretas (Fernsehserie, 64 Episoden)
- 2016: Justiça (Fernsehserie, 120 Episoden)
- 2017: Valentins (Fernsehserie, 2 Episoden)
- 2017: A Fórmula (Mini-Serie, 7 Episoden)
- 2018: Mister Brau (Fernsehserie, Episode 4x06)
- 2018: O Banquete
- 2018: Rasga Coração
- seit 2019: Sob Pressão (Fernsehserie, 16 Episoden)
- 2020: Amor e Sorte (Mini-Serie, 2 Episoden)